# Juan Giménez
Pour les articles homonymes, voir Giménez.
Juan Antonio Giménez López est un auteur de bande dessinée argentin né le 16 novembre 1943 à Mendoza et mort le 2 avril 2020, des suites de la Covid-19, dans la même ville.

## Biographie
Par sa formation, Juan Giménez apprend le dessin industriel et la mécanique de précision, puis il s'inscrit à l'académie des Beaux-Arts de Barcelone. Il s'intéresse jeune à la bande dessinée mais, n'ayant pas de mentor dans son entourage excepté son père : il apprend en autodidacte. Il obtient un stage à l'atelier de Victor Hugo Arias, qui décèle ses aptitudes en dessin technique et l'engage comme assistant pendant six ans. Arias quitte l'Argentine lorsque la dictature vient au pouvoir et Giménez reprend ses études pour devenir opérateur sur des foreuses puis il exerce dans une agence de publicité. En 1975, Arias revient en Argentine ; après avoir examiné les planches de Giménez, il les porte chez un éditeur important, qui les accepte aussitôt. Ricardo Barreiro écrit ses scénarios. Très impressionné par les travaux de Mœbius, Giménez suit Barreiro pour tenter sa chance en Europe. En France, leurs premiers travaux sont publiés par Les Humanoïdes associés : L'Étoile noire.
Il commença sa carrière comme dessinateur pour des éditeurs comme Colomba ou Record. Faute de perspectives, il exerce en communication. Il s'installe ensuite en Costa Brava (Espagne). En 1985, il commence la série Léo Roa (Dargaud) ; en 1991, Les Yeux de l'Apocalypse avec Roberto Dal Prà. Un an plus tard, il collabore avec Alejandro Jodorowsky pour La Caste des Méta-Barons. En parallèle, il mène une activité d'illustrateur. Les éditions La Sirène publient en 1994 un recueil de ces dessins en collaboration avec Pascale Rey : Arkhanes.
D'après Patrick Gaumer, spécialiste de la bande dessinée, Juan Giménez « s'impose comme l'un des maîtres de la bande dessinée de science-fiction hyperréaliste ». Ses dessins d'engins futuristes sont particulièrement réussis. Ses dons de coloristes aboutissent à « une œuvre particulièrement spectaculaire ».

## Influences
Dans sa jeunesse, Juan Giménez regardait des films d'animation sur les super-héros américains ; il déclare être influencé par les travaux d'Arturo del Castillo, Alberto Breccia, Alex Toth, Franciso Solano López, Milton Caniff, Mœbius et Jean-Claude Mézières.

## Œuvres

### Bandes dessinées
- As de pique (scénario de Ricardo Barreiro, 1977)
- L'Étoile noire (scénario de Ricardo Barreiro, Glénat, 1981)[5]
- Mutante (éditions Albin Michel, 1985)
- Titania (éditions Albin Michel, 1987)
- Gangrène (scénario de Carlos Trillo, Glénat, 1987)
- Léo Roa
  1. La Véritable Histoire de Léo Roa (Dargaud, 1988)
  2. L'Odyssée à contre-temps (Les Humanoïdes associés, 1991)
- Le Quatrième Pouvoir
  1. Le Quatrième Pouvoir (Dargaud, 1989, retitré Supramental en 2004)
  2. Meurtres sur Antiplona (Les Humanoïdes associés, 2004)
  3. Enfer vert (Les Humanoïdes associés, 2006)
  4. L'Île D-7 (Les Humanoïdes associés, 2008)
- Le Regard de l'apocalypse (scénario de Roberto Dal Pra, Bagheera, 1991)
- La Caste des Méta-Barons (scénario d'Alejandro Jodorowsky, Les Humanoïdes associés)
  1. Othon le trisaïeul (1992)
  2. Honorata la trisaïeule (1993)
  3. Aghnar le bisaïeul (1995)
  4. Oda la bisaïeule (1997)
  5. Tête d'acier l'aïeul (1998)
  6. Doña Vicenta Gabriela de Rokha l'aïeule (1999)
  7. Aghora le père-mère (2002)
  8. Sans-nom le dernier Méta-Baron (2004)

Hors-série : La Maison des ancêtres (2000)
- Moi, dragon
  1. La Fin de la Genèse (Le Lombard, 2010)[6]
  2. La Saga, intégrale (Glénat, 2015)
- La Dernière Vie
  1. La Dernière Vie T.1 (Le Lombard, 2011)
  2. La Dernière Vie T.2 (Le Lombard, 2011)
- Segments (scénario de Richard Malka, collection Graphica, Glénat)
  1. Lexopolis (2011)
  2. Voluptide (2012)
  3. Néo-Sparte (2014)

Intégrale (2019) avec 16 pages inédites servant de conclusion à la série.
- La mort en son royaume (lettre de René Jacob, coll. « Librio », ouvrage Paroles de Poilus les plus belles lettres en BD (2010))

### Illustrations
- Arkhânes (La Sirène, 1994)
- Overload (Soleil, 1999)
- L'Univers de Juan Gimenez (La Sirène, 2002)
- Sketchbook, vol. n° 1-3 (Ediciones 11:11, 2006)

## Prix et récompenses
- 1990 :  prix Yellow-Kid du dessinateur étranger, pour l'ensemble de son œuvre
- 1990 :  Gaudi du meilleur dessinateur, Feria Internacional del Comics de Barcelone
- 2000 :  prix Micheluzzi de la meilleure bande dessinée pour La Caste des Méta-Barons (avec Alejandro Jodorowsky)